# Terror (film)
 For alternative betydninger, se Terror (flertydig). (Se også artikler, som begynder med Terror)
Terror er en dansk film fra 1977, instrueret af Gert Fredholm og skrevet af Hans Hansen efter en roman af Torben Nielsen.

## Medvirkende
- Jess Ingerslev
- Poul Reichhardt
- Ole Ernst
- Ulf Pilgaard
- Holger Juul Hansen
- Ingolf David
- Henning Palner
- Lykke Nielsen
- Beatrice Palner
- Aksel Erhardsen
- Inger Stender
- Lise Thomsen
- Lone Helmer
- Ib Tardini
- Ulla Jessen
- Ulla Koppel
- Bent Warburg
- Lillian Tillegreen